# Amtssparkasse Speicher
Die Amtssparkasse Speicher war eine Sparkasse und Anstalt des öffentlichen Rechts in Speicher (Eifel) im Eifelkreis Bitburg-Prüm in Rheinland-Pfalz.
Zum Jahresende 1993 war sie die kleinste deutsche Sparkasse mit einem Bilanzvolumen in Höhe von circa 68,4 Mio. DM.
Auch 1995 (Bilanzvolumen von rd. 80 Mio. DM) und 1997 (Bilanzsumme von 88,5 Mio. DM) war sie die kleinste Sparkasse Deutschlands.
Die Sparkasse wurde 1869 gegründet und 1871 als Gemeindesparkasse Speicher bezeichnet.
1931 war Speicher Sitz des Amtes Speicher und der Amtssparkasse. Sie hatte im Jahre 2000 die Filialen in Speicher, Orenhofen und Preist und fusionierte zum 1. November 2003 mit der Kreissparkasse Bitburg-Prüm.
Die Bankleitzahl lautete: 586 516 70. Die Internetadresse war: www.amtssparkasse-speicher.de.